# Lawrence Cherry
Pour les articles homonymes, voir Cherry.
Lawrence Cherry est un réalisateur, directeur de la photographie, producteur, scénariste et monteur canadien né en 1902 au Canada, décédé le 15 novembre 1966.

## Biographie
Lawrence Cherry est un des pionniers canadiens dans le domaine des documentaires. Avec sa femme Evelyn Cherry, journaliste, il a réalisé plus de cent films en 50 ans. Ils fondent la maison de production Cherry films en 1961, et sa femme continue à produire des films après sa mort en 1966.

## Filmographie

### comme réalisateur
- 1946 : Central Experimental Farm
- 1947 : Wings of Mercy
- 1948 : Mercy Flight
- 1948 : Hog Family Supreme
- 1949 : Land in Trust
- 1949 : Fibre Flax
- 1949 : 55,000 for Breakfast
- 1951 : Water for the Prairies
- 1951 : Fighting Forest Fires with Hand Tools
- 1953 : Royal Canadian Ordnance Corps : Field Operations
- 1953 : Fighting Forest Fires with Power Pumps
- 1955 : The Pony
- 1956 : Forest Fire Suppression
- 1957 : Mapping for Defence

### comme directeur de la photographie
- 1943 : Windbreaks on the Prairies
- 1946 : Land for Men
- 1946 : Farm Electrification
- 1946 : Central Experimental Farm
- 1947 : Wings of Mercy
- 1948 : Mercy Flight
- 1949 : Land in Trust
- 1951 : Water for the Prairies
- 1951 : Fighting Forest Fires with Hand Tools
- 1953 : Point Pelee: Nature Sanctuary
- 1953 : Fighting Forest Fires with Power Pumps
- 1961 : A Lake for the Prairie
- 1970 : Mastering a River

### comme producteur
- 1946 : Central Experimental Farm
- 1947 : Wings of Mercy
- 1948 : Mercy Flight
- 1948 : Hog Family Supreme
- 1949 : Land in Trust
- 1949 : 55,000 for Breakfast
- 1951 : Water for the Prairies

### comme scénariste
- 1949 : Fibre Flax
- 1949 : 55,000 for Breakfast
- 1953 : Royal Canadian Ordonance Corps: Field Operations
- 1955 : The Pony
- 1956 : Forest Fire Suppression

### comme monteur
- 1943 : Windbreaks on the Prairies
- 1949 : Fibre Flax